# Hypsugo ariel
Hypsugo ariel es una especie de murciélago de la familia Vespertilionidae.

## Distribución geográfica
Se encuentra en Egipto, Israel, Jordania y Sudán.